# Sogona paucipes
Sogona paucipes är en mångfotingart som beskrevs av Chamberlin 1943. Sogona paucipes ingår i släktet Sogona och familjen storjordkrypare. Inga underarter finns listade i Catalogue of Life.